# Ramnoza
Ramnoza (właśc. L-ramnoza) – organiczny związek chemiczny z grupy deoksycukrów, 6-deoksy-L-mannoza. Występuje w wielu roślinach w stanie wolnym oraz jako składnik glikozydów.